# Иствил (Вирџинија)
Иствил (Вирџинија) (енгл. Eastville) град је у америчкој савезној држави Вирџинија. По попису становништва из 2010. у њему је живело 305 становника.

## Демографија
Према попису становништва из 2010. у граду је живело 305 становника, што је 102 (50,2%) становника више него 2000. године.
| Група             | 2000.       | 2010.       |
| Белци             | 138 (68,0%) | 166 (54,4%) |
| Афроамериканци    | 59 (29,1%)  | 121 (39,7%) |
| Азијати           | 0 (0,0%)    | 2 (0,7%)    |
| Хиспаноамериканци | 2 (1,0%)    | 17 (5,6%)   |
| Укупно            | 203         | 305         |